# Alchemilla bungei
Alchemilla bungei es una especie de planta del género Alchemilla, perteneciente a la familia Rosaceae.

## Taxonomía
Alchemilla bungei fue descrita por Serguéi Yuzepchuk en 1932.

## Distribución
Se encuentra en el territorio de Europa Oriental hasta Siberia y el Cáucaso.